# Docilii
I Docìlii erano una tribù ligure stanziata antecedentemente la conquista romana nel territorio compreso tra Albisola e Sassello. Confinavano con i Sabazi e gli Statielli.